# 马渠镇
马渠乡，是中华人民共和国甘肃省庆阳市镇原县下辖的一个乡镇级行政单位。

## 行政区划
马渠乡下辖以下地区：
马渠村、唐塬村、四坪村、红光村、赵渠村、甘川村、三合村、汪庄村、景塬村、梁寨村和花岔村。